# بيهمو
قرية بيهمو هي إحدى القرى التابعة لمركز سنورس في محافظة الفيوم في جمهورية مصر العربية. حسب إحصاءات سنة 2006، بلغ إجمالي السكان في بيهمو 17486 نسمة، منهم 9203 رجل و8283 امرأة.